# Alicia (Arkansas)
Alicia és una població dels Estats Units a l'estat d'Arkansas. Segons el cens del 2000 tenia 145 habitants.

## Demografia
Segons el cens del 2000, Alicia tenia 145 habitants, 53 habitatges, i 46 famílies. La densitat de població era de 430,7 habitants/km².
Dels 53 habitatges en un 26,4% hi vivien nens de menys de 18 anys, en un 67,9% hi vivien parelles casades, en un 13,2% dones solteres, i en un 13,2% no eren unitats familiars. En el 13,2% dels habitatges hi vivien persones soles el 3,8% de les quals corresponia a persones de 65 anys o més que vivien soles. El nombre mitjà de persones vivint en cada habitatge era de 2,74 i el nombre mitjà de persones que vivien en cada família era de 2,96.
Per edats la població es repartia de la següent manera: un 24,8% tenia menys de 18 anys, un 9,7% entre 18 i 24, un 24,1% entre 25 i 44, un 25,5% de 45 a 60 i un 15,9% 65 anys o més.
L'edat mediana era de 37 anys. Per cada 100 dones de 18 o més anys hi havia 98,2 homes.
La renda mediana per habitatge era de 20.833 $ i la renda mediana per família de 22.083 $. Els homes tenien una renda mediana de 20.250 $ mentre que les dones 25.313 $. La renda per capita de la població era de 12.942 $. Entorn del 10% de les famílies i el 20,4% de la població estaven per davall del llindar de pobresa.

## Poblacions més properes
El següent diagrama mostra les poblacions més properes.